# Мальяда-Сорда
Мальяда-Сорда (порт. Malhada Sorda)  —  район (фрегезия) в Португалии,  входит в округ Гуарда. Является составной частью муниципалитета  Алмейда. По старому административному делению входил в провинцию Бейра-Алта. Входит в экономико-статистический  субрегион Бейра-Интериор-Норте, который входит в Центральный регион. Население составляет 364 человека на 2001 год. Занимает площадь 48,15 км².
Покровителем района считается Архангел Михаил (порт. São Miguel). 